# Аделон, Николас
Николас Аделон (фр. Nicolas-Philibert Adelon, 20 августа 1782, Дижон — 19 июля 1862, Париж) — французский врач и физиолог, хирург, профессор медицинского факультета Парижского университета.

## Биография
Родился в 1782 году в Дижоне. Изучал медицину в Париже. Друг и ученик известного парижского анатома, профессора Франсуа Шоссье. После защиты диссертации возглавил кафедру судебной медицины Парижского университета в 1826 году, где работал до 1861 года.
Он был одним из самых деятельных членов королевской медико-хирургической академии. Принимал участие в составлении многих медицинских словарей. Автор «Медицинского словаря» в 20 томах, опубликованного в 1821 году в сотрудничестве с Пьером Огюстеном Бекларом и Лоран-Теодором Биеттом. Среди его заметных работ — «Физиология человека» в 4-х томах, написанная между 1823 и 1824 годами.
В 1821 году Николас Аделон стал членом Парижской медицинской академии, а затем ее президентом с 1831 года. Один из основателей Парижского анатомического общества (1803). Скончался в 1862 году в Париже, похоронен на кладбище Пер-Лашез.